# 戦後50年・その時日本は
『戦後50年・その時日本は』（せんご50ねん そのときにほんは）は、NHK総合テレビジョン「NHKスペシャル」で1995年 - 1996年にプロローグ篇を含め全12回、月1回ペースで放送されたドキュメンタリーである。
この作品は、NHK放送70周年と戦後50周年の記念作品として放送されたもので、太平洋戦争での敗戦で、失望に揺れた日本が、戦後のショックから立ち上がって、高度経済成長によって、世界屈指の経済大国に成長したこの半世紀の動きを振り返り、日本の過去を見つめながら、現代、そしてこれからの未来への展望を探るというルポルタージュであった。

## 出演
- 司会：山室英男（当時NHK解説委員室）
- ナレーター：石坂浩二
- 音楽：牟岐礼

## テーマ
| 回数       | タイトル                               | 初回放送日     |
| ---------- | -------------------------------------- | -------------- |
| プロローグ | アジアが見つめた奇跡の大国             | 1995年1月2日   |
| 第1回      | 国産乗用車・ゼロからの発進             | 1995年4月1日   |
| 第2回      | 60年安保と岸信介〜秘められた改憲構想〜 | 1995年5月13日  |
| 第3回      | 三池争議・激突「総資本対総労働」       | 1995年6月3日   |
| 第4回      | チッソ・水俣 工場技術者たちの告白      | 1995年7月1日   |
| 第5回      | 新日鐵誕生 攻防・巨大企業と公取委      | 1995年8月5日   |
| 第6回      | 東大全共闘・26年後の証言               | 1995年9月2日   |
| 第7回      | 沖縄返還 日・米の密約                  | 1995年10月7日  |
| 第8回      | 列島改造 田中角栄の挑戦と挫折          | 1995年11月11日 |
| 第9回      | 石油ショック 幻影に怯えた69日間        | 1995年12月2日  |
| 第10回     | 国鉄労使紛争 スト権奪還ストの衝撃      | 1996年1月13日  |
| 第11回     | プラザ合意 円高への決断                | 1996年2月3日   |

## 書籍
日本放送出版協会より2回分を一巻にまとめた書籍版を刊行。
1. 国産乗用車 ゼロからの発進/60年安保と岸信介 秘められた改憲構想 （1995年6月発売 ISBN 978-4140802083）
2. 三池争議 激突「総資本」対「総労働」/新日鉄誕生 攻防巨大企業と公取委（1995年8月発売 ISBN 978-4140802090）
3. チッソ・水俣 工場技術者たちの告白/東大全共闘 26年後の証言（1995年11月発売 ISBN 978-4140802106）
4. 沖縄返還 日米の密約/列島改造 田中角栄の挑戦と挫折（1996年2月発売 ISBN 978-4140802113）
5. 石油ショック 幻影におびえた69日間/国鉄労使紛争 スト権奪還ストの衝撃（1996年6月発売 ISBN 978-4140802120）
6. プラザ合意 円高への決断/アジアが見つめた“奇跡の大国”（1996年8月発売 ISBN 978-4140802137）